# Abdi Nageeye
Abdi Nageeye (* 2. März 1989 in Mogadischu, Somalia) ist ein niederländischer Leichtathlet somalischer Herkunft, der sich auf den Langstreckenlauf spezialisiert hat. 2021 gewann er bei den Olympischen Sommerspielen in Tokio die Silbermedaille im Marathonlauf, 2024 gewann er den New-York-City-Marathon.

## Leben
Abdi Nageeye wurde in der somalischen Hauptstadt Mogadischu, kurz vor Ausbruch des Somalischen Bürgerkriegs geboren. 1996 verließ er mit seinen zwei Brüdern die Heimat und zog in die Niederlande, wo er die nächsten vier Jahre in Den Helder beim bereits zuvor immigrierten Halbbruder lebte und die Schulausbildung begann. Als Nageeye zehn Jahre alt war, nahm ihn sein Halbbruder mit nach Syrien, wo sie die nächsten drei Jahre lebten, bevor sie zunächst nach Somalia auf die Farm der Eltern zurückkehrten. Dennoch hegte Abdi den Wunsch, in die Niederlande zurückzukehren, was ihm nach einem Umweg ins Nachbarland Äthiopien schließlich gelang, wo ihn eine Adoptivfamilie aus Oldebroek bei sich aufnahm. Kurz darauf wurde er niederländischer Staatsbürger. Nageeyes sportliche Laufbahn begann zunächst mit dem Fußballspielen, bevor er 2007 zur Leichtathletik wechselte und beim örtlichen Verein das Training aufnahm. Heute startet er für den AV Cifla aus Nijmegen.
Nageeye spricht fließend Somali, Niederländisch, Englisch, Arabisch und Amharisch.

## Sportliche Laufbahn
Abdi Nageeye sammelte 2008 erste Wettkampferfahrung in den Laufdisziplinen gegen die nationale Konkurrenz. Im Juli belegte er den fünften Platz über 5000 Meter bei den Niederländischen Meisterschaften. 2009 gewann er die Bronzemedaille im 3000-Meter-Lauf bei den Niederländischen Meisterschaften. Im Sommer trat er bei den U23-Europameisterschaften in Kaunas über 1500 und 5000 Meter an. Zunächst startete er über 5000 Meter und verpasste mit seiner bis dahin zweitbesten Zeit von 14:03,87 min als Vierter knapp die Medaillenränge. Einen Tag darauf erreichte er das Finale des 1500-Meter-Laufes, kam darin aber nicht über Platz 11 hinaus. Anfang August gewann er die Bronzemedaille im 5000-Meter-Lauf bei den nationalen Meisterschaften. In den nächsten Jahren konnte er sich aufgrund von Verletzungen nicht für internationale Meisterschaften qualifizieren. 2012 gewann Nageeye im 5000-Meter-Lauf seinen bislang einzigen nationalen Meistertitel und bestritt zudem in der Heimat seinen ersten Halbmarathon, der er als Zehnter beendete. Ende Juni trat er im 10.000-Meter-Lauf bei den Europameisterschaften in Helsinki an und erreichte nach 29:05,12 min auf Platz 13 das Ziel.
2014 trat Nageeye in Enschede zum ersten Mal auf der Marathondistanz an und erreichte mit einer Zeit von 2:11:33 h als Dritter das Ziel. Fortan legte er verstärkt den Fokus auf die Straßenläufe. 2015 trat er im Oktober beim Amsterdam-Marathon an und belegte mit neuer Bestzeit von 2:10:24 h den achten Platz. 2016 nahm er in der Heimat zum zweiten Mal an den Europameisterschaften teil, bei denen der Halbmarathon Teil des Wettkampfprogramms war. Nageeye landete mit einer Zeit von 1:03:43 h auf dem sechsten Platz. Im August nahm er in Rio de Janeiro zum ersten Mal an den Olympischen Sommerspielen, nachdem er im Jahr zuvor in Amsterdam die geforderte Norm unterbot, teil und erreichte im Marathon nach 2:13:01 h als Elfter das Ziel. 2017 konnte er sich beim Amsterdam-Marathon erneut, diesmal bis auf 2:08:16 h steigern. 2018 zog er sich im April während des Boston-Marathons eine Oberschenkelverletzung zu. Seinen nächsten Wettkampf konnte er erst im August bei den Europameisterschaften in Berlin bestreiten, wo ihn schließlich eine Knieverletzung am Beenden des Wettkampfes hinderte. 2019 stellte Nageeye innerhalb von zwei Monaten neue Bestleistungen und zugleich Nationalrekorde für die Niederlande auf. Im Februar lief er im japanischen Marugame 1:00:24 h auf der Halbmarathondistanz, im April wurde er Vierter beim Rotterdam-Marathon in einer Zeit von 2:06:17 h. Damit lief er die bislang viertschnellste Zeit eines Europäers auf der Marathondistanz.
2021 trat Nageeye bei seinen zweiten Olympischen Sommerspielen an, bei denen der Marathon aufgrund der klimatischen Bedingungen von Tokio nach Sapporo verlegt wurde. Nageeye setzte sich im Zielsprint mit einer Zeit von 2:09:58 gegen seinen belgischen Freund Bashir Abdi und den Kenianer Lawrence Cherono durch und feierte, hinter dem überragenden zweimaligen Olympiasieger und Weltrekordhalter Eliud Kipchoge, mit dem Gewinn der Silbermedaille seinen größten sportlichen Erfolg.
Am 10. April 2022 siegte Nageeye beim Rotterdam-Marathon in der neuen niederländischen Rekordzeit von 2:04:56 h. Im Sommer trat er in den USA zu seinen ersten Weltmeisterschaften an, musste während des Marathonlaufs allerdings aufgeben. Auch ein Jahr später, bei den Weltmeisterschaften in Budapest, konnte er den Marathon nicht beenden.

## Wichtige Wettbewerbe
| Jahr                    | Veranstaltung             | Ort                     | Platz                   | Disziplin               | Zeit                    |
| Startet für Niederlande | Startet für Niederlande   | Startet für Niederlande | Startet für Niederlande | Startet für Niederlande | Startet für Niederlande |
| ----------------------- | ------------------------- | ----------------------- | ----------------------- | ----------------------- | ----------------------- |
| 2009                    | U23-Europameisterschaften | Kaunas                  | 4.                      | 5000 m                  | 14:03,87 min            |
| 2009                    | U23-Europameisterschaften | Kaunas                  | 11.                     | 1500 m                  | 3:53,04 min             |
| 2012                    | Europameisterschaften     | Helsinki                | 13.                     | 10.000 m                | 29:05,12 min            |
| 2016                    | Europameisterschaften     | Amsterdam               | 6.                      | Halbmarathon            | 1:03:43 h               |
| 2016                    | Olympische Sommerspiele   | Rio de Janeiro          | 11.                     | Marathon                | 2:13:01 h               |
| 2018                    | Europameisterschaften     | Berlin                  |                         | Marathon                | DNF                     |
| 2021                    | Olympische Sommerspiele   | Tokio                   | 2.                      | Marathon                | 2:09:58 h               |
| 2022                    | Weltmeisterschaften       | Eugene                  |                         | Marathon                | DNF                     |
| 2023                    | Weltmeisterschaften       | Budapest                |                         | Marathon                | DNF                     |
| 2024                    | New York City Marathon    | New York City           | 1.                      | Marathon                | 2.07:39 h               |

## Persönliche Bestleistungen
Freiluft
- 3000 m: 7:57,07 min, 4. Juli 2009, Oordegem
- 5000 m: 13:38,86 min, 26. Mai 2012, Oordegem
- 10.000 m: 28:21,29 min, 31. Mai 2013, Eugene
- Halbmarathon: 1:00:24 h, 3. Februar 2019, Marugame, (niederländischer Rekord)
- Marathon: 2:04:56 h, 10. April 2022, Rotterdam, (niederländischer Rekord)

Halle
- 3000 m: 8:20,50 min, 15. Februar 2009, Apeldoorn

## Sonstiges
2017 gründete Nageeye die Abdi Nageeye Foundation, eine Stiftung zum Sammeln von Spendengeldern, die sich für den Aufbau und Erhalt von Sportstätten für Kinder in seinem Geburtsland einsetzt.